# Raúl Pizarro
Raúl Pizarro (ur. 12 marca 1973 w San Isidro) – argentyński duchowny rzymskokatolicki, biskup pomocniczy diecezji San Isidro od 2021.

## Życiorys

### Prezbiterat
Święcenia kapłańskie przyjął 23 października 1998 i został inkardynowany do diecezji San Isidro. Przez wiele lat pracował jako duszpasterz parafialny. W latach 2009–2015 był pracownikiem diecezjalnego seminarium (był m.in. wychowawcą i rektorem), pełnił też funkcję wikariusza generalnego diecezji.

### Episkopat
19 grudnia 2020 papież Franciszek mianował go biskupem pomocniczym San Isidro ze stolicą tytularną Ausana. Sakry biskupiej udzielił mu 26 lutego 2021 biskup Óscar Ojea. W listopadzie 2024 został wybrany sekretarzem generalnym Konferencji Episkopatu Argentyny.